# 神学大全

Summa theologica, 1596

『神学大全』（しんがくたいぜん、羅: Summa Theologiae, Summa Theologica, Summa）は、「神学の要綱」「神学の集大成」という意味の題を持つ中世ヨーロッパの神学書。13世紀に中世的なキリスト教神学が体系化されると共に出現した。一般的にはトマス・アクィナスの『神学大全』が最もよく知られているが、他にもヘールズのアレクサンデルやアルベルトゥス・マグヌスの手による『神学大全』も存在する。
『神学大全』の特徴は、当時の神学において用いられていた『命題集』（センテンティエ）や『注解』（コメンタリウム）にばらばらに記されていた内容を有機的に分類し、体系的に整列し直しているところにある。つまり、聖書の言葉や教父・神学者の言葉が抜書きされていたものをわかりやすくまとめなおしているのである。さらに中世の司教座聖堂付属学校や大学において盛んにおこなわれた討論や解釈の成果が盛り込まれている。
本項ではトマス・アクィナスの『神学大全』を例に詳しい内容について述べる。

## 成立
『神学大全』はトマス・アクィナスの数ある著作の中でも最も有名なものであるが、序文の言葉によれば神学の初学者向けの教科書として書かれたものであるという。決してキリスト教徒でない人々を想定して書かれているわけではないが、それでもきわめて明快に理性と啓示（信仰）の融合がはかられ、読者がキリスト教信仰に関する事柄でも理性で納得できるように書かれている。そして「大全」を名乗る以上、それまでの神学において扱われたあらゆるテーマについて論じようという意欲作であった。
『神学大全』はトマス・アクィナスのライフワークであり、彼の生涯の研究の集大成であった。彼はそれまでに『対異教徒大全（Summa Contra Gentiles）』という書を書き上げているが、『神学大全』はその成果も踏まえて、より洗練されたものになっている。
トマスは1265年ごろから『神学大全』の著述にとりかかっているが、第三部の完成を目指して著述を続けていた1273年12月6日、ミサを捧げていたトマスに突然の心境の変化が起こった。神の圧倒的な直接的体験をしたと伝えられている。『神学大全』も秘跡の部の途中まで完成していたが、彼は以後一切の著述をやめてしまう。
1274年3月7日にトマスが世を去ると、残された弟子たちが師の構想を引き継いで第三部の残りの部分（秘跡と終末）を完成させた。

## 構成

### 全体構成
『神学大全』は以下のような三部構成からなっている。第一部は119の問題が、第二部は303の問題が、第三部では90の問題が、合計512の問題が取り上げられている。
- 第一部 : 神について、119問
  - 問1 : 聖なる教え
  - 問2-26 : 神
  - 問27-43 : 三位一体
  - 問44-46 : 創造
  - 問47 : 一般事物の区別
  - 問48-49 : 善と悪の区別
  - 問50-64 : 天使
  - 問65-74 : 創造の7日間
  - 問78-102 : 人間
  - 問103-119 : 被造物（世界）の保全統率
- 第二部 : 人間について、303問
  - 第1部 : 114問
    - 問1-5 : 目的
    - 問6-21 : 人間特有の行為
    - 問22-48 : 情念
    - 問49-54 : 習性
    - 問55-70 : 美徳と幸福
    - 問71-89 : 悪徳と罪
    - 問90-108 : 法
    - 問109-114 : 恩寵

  - 第2部 : 189問
    - 【対神徳、神学的徳】
      - 問1-16 : 信仰
      - 問17-22 : 希望
      - 問23-44 : 愛
      - 問45-46 : 知恵（智慧/英知/叡智）

    - 【枢要徳（四元徳）】
      - 問47-56 : 思慮
      - 問57-122 : 正義
      - 問123-140 : 勇気
      - 問141-170 : 節制

    - 問171-174 : 預言
    - 問175 : 携挙
    - 問176-178 : 恩寵
    - 問179-182 : 観想的生活と活動的生活
    - 問183-189 : 生活の分化
- 第三部 : キリストについて、90問
  - 問1-59 : 受肉
  - 問60-90 : 秘跡
    - 問66-71 : 洗礼
    - 問72 : 堅信
    - 問73-83 : 聖餐
    - 問84-90 : ゆるし

全体の構成としては、第一部で、神による創造を描き､第二部で神へと向かう理性的被造物である人間の運動について描き、第三部で、神へと向かう際の道しるべであるキリストについて描くという構想に基づくもので、ネオプラトニズム的な発出と還帰の原理を超えて、聖書に記された出来事を理解するためのキリスト中心的、救済史的な世界観があった。

### 叙述形式
個々の部分の構成を見ると、基本的には次のようになっている。
まず、冒頭に問題（テーゼ）が提示される。例えば、「イエスは貧しかったということは彼にふさわしいことであるか？」という質問を例としよう。次に質問に対するいくつかの異論が挙げられる。異論は聖書や過去の大学者の引用によっておこなわれる。例えば、例に対しては「アリストテレスは中庸を重んじ、金持ちでも貧乏でもない中庸を選ぶのが最高の生き方であるとしている」などという具合である。
次に対論が提示される。これは異論に反対する見方である。例えば、「聖書によれば神は正しいことをされる方であるという。イエスが貧しい生き方をし、イエスが神であるなら、貧しい生き方は正しい生き方であったにちがいない」などである。
最後にこれらの流れを踏まえた解答が示される。解答は異論あるいは対論をそのまま採用したものではなく、全体を統合した解答になっていることが多い。つまり単純に異論を否定していないところに『神学大全』の面白さがある。たとえば例に対する解答では「中庸に生きることが最高の生き方であるというのは正しい。ただ、その理由は、贅沢に心奪われる、あるいは毎日の暮らしに汲々とすることで人生の目的を見失わないためである。イエスにとって人生の目的は神のことばをより広めることであった。そのためには貧しい暮らしのほうが動きやすかったといえる。」といった具合にまとめられる。

## 『神学大全』に引用される学者たち
『神学大全』に引用される学者たちは当時の神学において大きな影響力を持っていた人々である。特に重要な数人は特別な名前で呼ばれている。
「哲学者」と呼ばれるアリストテレス史上最高の哲学者であると考えられていた。スコラ学者たちはアリストテレスの手法を用いて神学を再構成しようとした。
「教師」と呼ばれるペトルス・ロンバルドゥス彼のあらわした『命題集』は当時の大学において最もよく用いられていたテキストであった。これは教父たちの著述を注解したものである。
アウグスティヌストマス・アクィナスは彼を最高の神学者であると考えており、著述でもしばしば引用している。
偽ディオニシウス・アレオパギタ『使徒行伝』にあらわれるディオニシオスの名を借りて著述をおこなった5世紀のシリアの修道者の著作もトマスはよく引用している。
モーゼス・マイモニデストマスと同時代のユダヤ教神学者であるマイモニデスの著作もスコラ学の発達に大きく寄与している。
アヴェロエスことイブン＝ルシュドイスラム教神学者・哲学者。トマス・アクィナスに限らず、中世のキリスト教神学の形成に大きな力を与えた。中世のアリストテレスの知識はアヴェロエス経由のものである。

## 日本語訳
- 『神學大全』 高田三郎・山田晶・稲垣良典ほか訳[4] 創文社（全45巻・全39冊）[5]、1960年～2012年
講談社「創文社オンデマンド叢書」[6]、オンデマンド版および電子書籍（Kindle版ほか、2022年）に移行。
- 『トマス・アクィナス　神学大全 Ⅰ・Ⅱ』 山田晶訳、中公クラシックス（川添信介補訳・解説）、2014年
※第一部・第26章までを訳出（創文社版でも第1・2巻目）
  - 元版は、山田晶責任編集〈続 世界の名著5〉中央公論社、1975年[7]、普及版・中公バックス「世界の名著20」
- 『精選 神学大全』 稲垣良典編訳、山本芳久編訳・解説（岩波文庫 全4巻）
「1 徳論」、「2 法論」、2023 - 2024年。後半2巻は、山本芳久編訳で『神学大全』全体から重要な箇所を抜粋訳（未刊）。

## 関連文献
- 稲垣良典 『トマス・アクィナス「神学大全」』 講談社選書メチエ、2009年／講談社学術文庫、2019年※
- 稲垣良典 『トマス=アクィナス　人と思想』 清水書院、1992年、新装版2016年※。新書版
- 稲垣良典 『トマス・アクィナス』 勁草書房〈思想学説全書〉、新版1996年
- 稲垣良典 『トマス・アクィナス哲学の研究』 創文社、新版2000年／創文社オンデマンド叢書、2022年※

※は電子書籍も各・刊行